# Artikularkirche

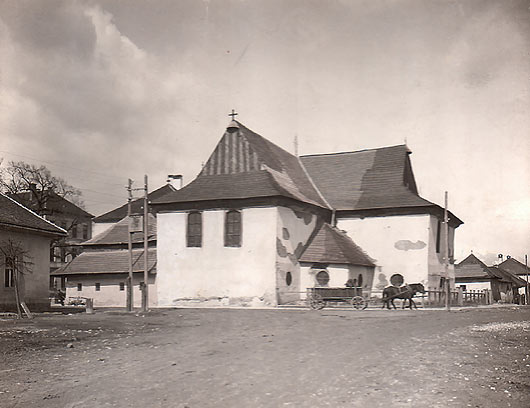
Historische Aufnahme der 1717 erbauten Artikularkirche in Kežmarok

Artikularkirche (slowakisch artikulárny kostol, ungarisch artikuláris hely oder artikuláris templom) ist die Bezeichnung evangelischer (lutherischer und reformierter) Kirchen, die im Königreich Ungarn nach Beschlüssen des Ödenburger Landtages von 1681 gebaut wurden. Da der Bau von solchen Kirchen in den Artikeln 25 und 26 festgesetzt wurde, bürgerte sich der Begriff Artikularkirche ein.

## Geschichtlicher Hintergrund

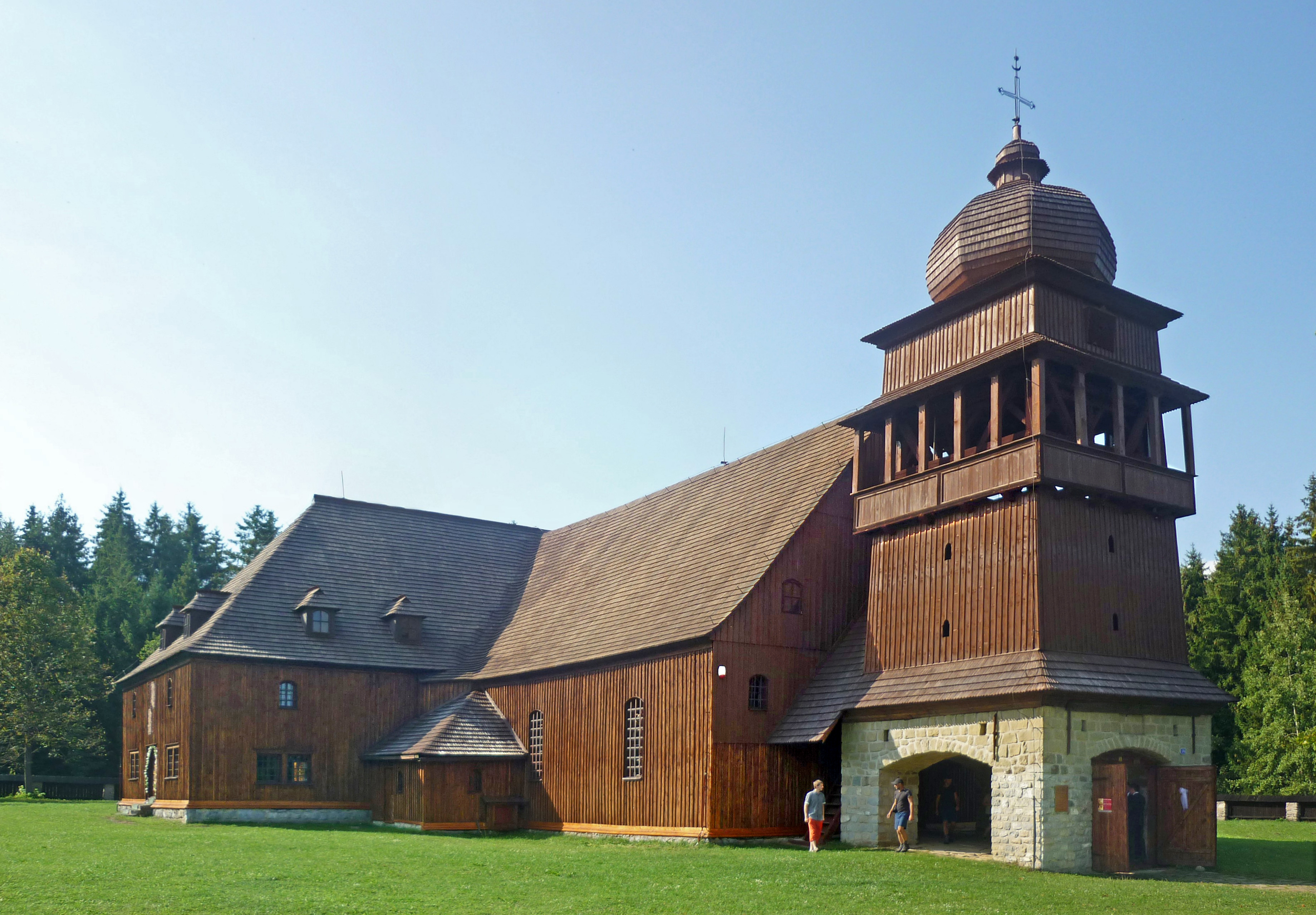
Artikularkirche in Svätý Kríž (ursprünglich Paludza)

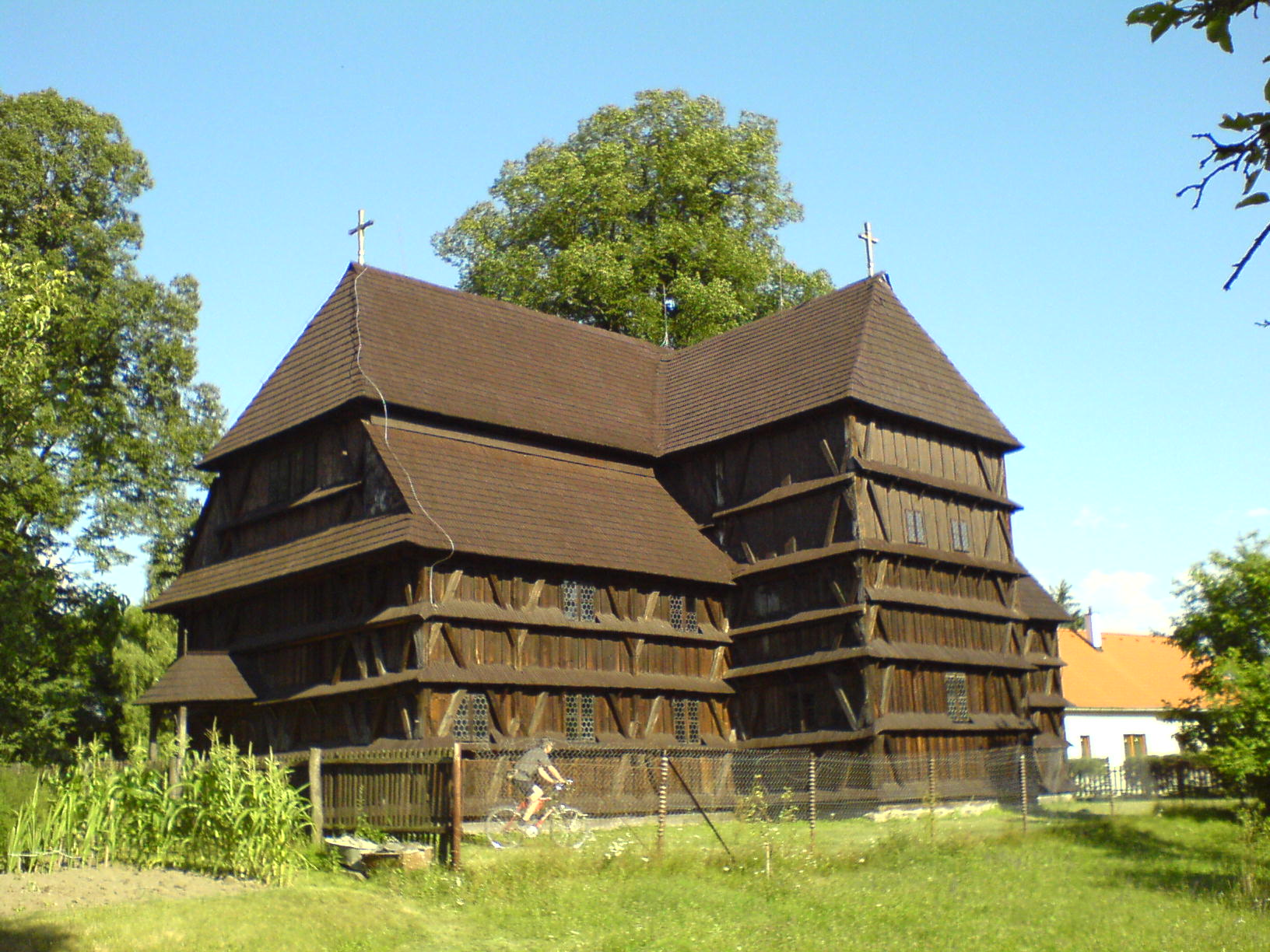
Artikularkirche Hronsek

Die Reformation setzte sich ab dem frühen 16. Jahrhundert auf dem Gebiet der heutigen Slowakei, damals Teil des Königreichs Ungarn, durch, insbesondere nach der Schlacht bei Mohács im Jahr in 1526, in der auch kirchliche Würdenträger fielen und in deren Folge Teile des Königreichs durch das Osmanische Reich erobert wurden. Der evangelische Glaube fand viele Anhänger unter deutschsprachigen Einwohnern der Bergstädte sowie der königlichen Freistädte in der Zips. Enge Beziehungen zu Mähren und Böhmen sowie Aufenthalte von Studenten und Geistlichen an den deutschen Universitäten verhalfen der weiteren Ausbreitung, sodass bis zum Ende des 16. Jahrhunderts ein beträchtlicher Teil der Bevölkerung der heutigen Slowakei evangelisch war. Nach dem Prinzip Cuius regio, eius religio kehrten ganze Herrschaften zum neuen Glauben, da der hohe ungarische Adel zu dieser Zeit mehrheitlich protestantisch war.
Die im 17. Jahrhundert voranschreitende Gegenreformation und Rekatholisierung seitens der regierenden Habsburger führten zu mehreren Aufständen, wie den von Stephan Bocskay (1604–1606), Gabriel Bethlen (1619–1621) und Georg I. Rákóczi (1644–1645). Der Linzer Frieden von 1645 sicherte sowohl dem protestantischen Adel (und in diesem Falle auch Untertanen) Religionsfreiheit zu, ähnlich wie vorher der Frieden von Wien (1606) und Frieden von Nikolsburg von 1621. Die Standesaufstände nahmen in der zweiten Hälfte des 17. Jahrhunderts immer mehr einen politischen Charakter ein. Die Aufdeckung der Magnatenverschwörung im Jahr 1671 leitete eine noch intensivere Rekatholisierung ein, als Kaiser Leopold I. die ungarische Verfassung außer Kraft setzte und Protestanten noch härter verfolgen ließ. Allein ab 1667 verloren sie in 27 Komitaten insgesamt 888 Gotteshäuser. Dieses Vorgehen führte zu erneuten Kuruzenaufständen.
Als Truppen von Emmerich Thököly ab 1678 binnen kurzer Zeit fast das ganze Gebiet der heutigen Slowakei eroberten, zwangen die Umstände Leopold I., den protestantischen Christen gewisse Freiheiten einzuräumen, und er versammelte in der westungarischen Stadt Ödenburg (heute Sopron) den ungarischen Landtag. Während der Tagung wurden insgesamt 72 Artikel erlassen, davon behandelten nur die Artikel 25 und 26 Religionsfreiheiten (sowohl für evangelische Kirche Augsburgischen Bekenntnisses als auch calvinistische Kirche). Gemäß Artikel 26 durften evangelische Gemeinden nach den Beschlüssen des Ödenburger Landtages von 1681 außerhalb der Stadtmauern auf einem festgelegten Standort Kirchen errichten. Es sollte nur eine Kirche in jeder königlichen Freistadt und zwei Kirchen in jedem Komitat erbaut werden. Ein Vorbild waren die sogenannten Friedenskirchen in Schlesien, die nach Beschlüssen des Westfälischen Friedens errichtet worden waren. Ebenfalls nach Artikel 26 war die Rückgabe der von Protestanten gebauten, aber beschlagnahmten Kirchen angeordnet, sofern sie noch nicht nach römisch-katholischem Ritus geweiht worden waren.
Die Umsetzung dieser Beschlüsse ging anfangs nur schleppend voran. Gründe dafür waren einerseits verschiedene Interpretationen der Artikel 25 und 26, andererseits erneute Verfolgung von Protestanten nach der Schlacht am Kahlenberg während der Zweiten Wiener Türkenbelagerung und Niederschlagung des Thököly-Aufstands, die u. a. im Eperjeser Blutgericht von 1687 gipfelte. Erst 1691 erließ Leopold I. ein selbständiges Dokument (Explanatio Leopoldina) mit genauer Erläuterung und Gültigkeit beider Artikel. Als Folge dieser Beschlüsse entstanden insgesamt 38 evangelische Kirchen, die genaue Platzierung war aber häufig von der Einstellung des zuständigen königlichen Kommissars gegenüber dem Protestantismus abhängig, des Weiteren spielten Angehörige des örtlichen protestantischen niederen und mittleren Adels sowie römisch-katholische Gläubige und Klerus ebenfalls eine Rolle.
Die Artikularkirchen und die ihnen auferlegten baulichen Beschränkungen können als Vorbild für die Regelungen des 100 Jahre später erlassenen Toleranzpatents Josefs II. gelten.

## Standorte

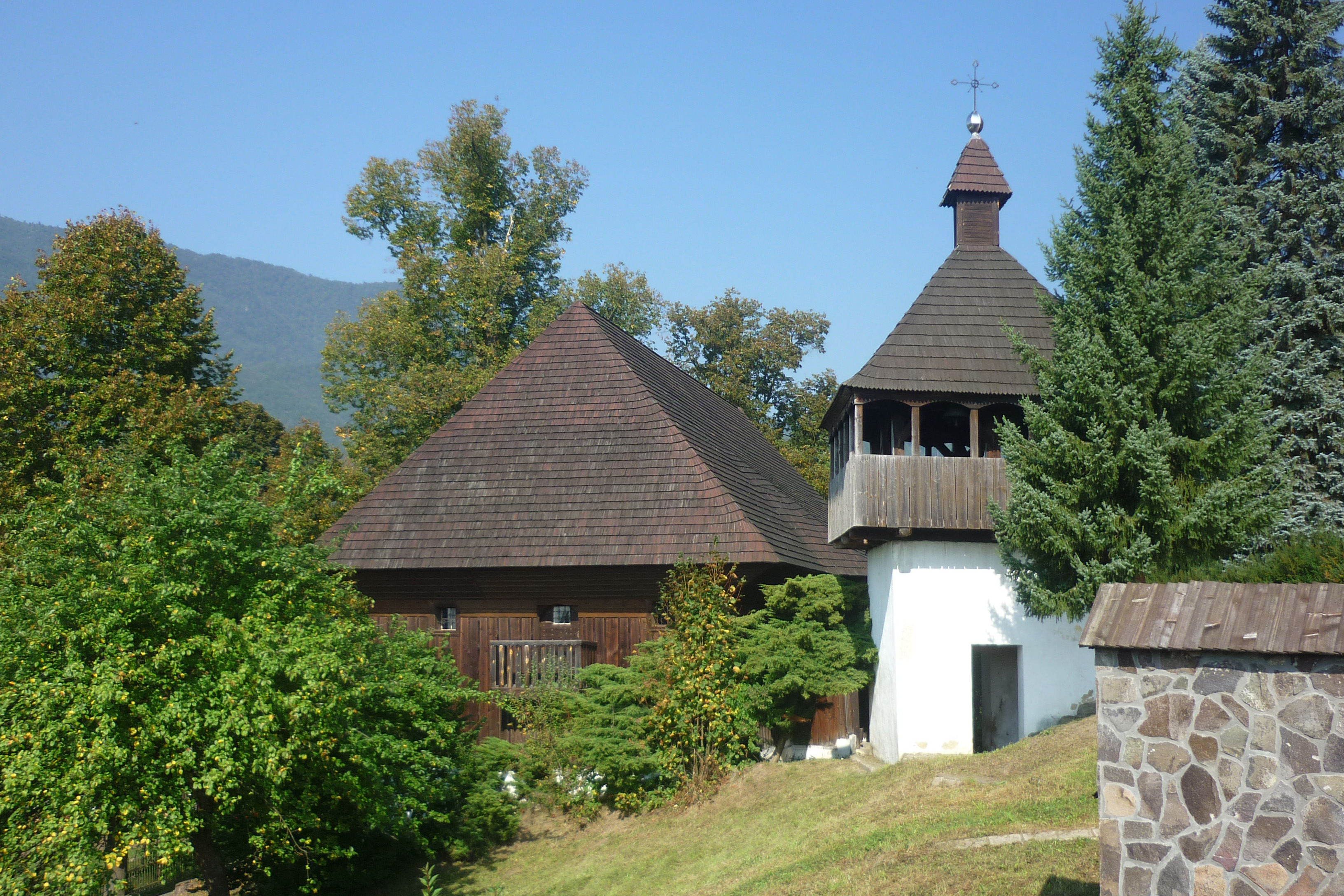
Artikularkirche Istebné

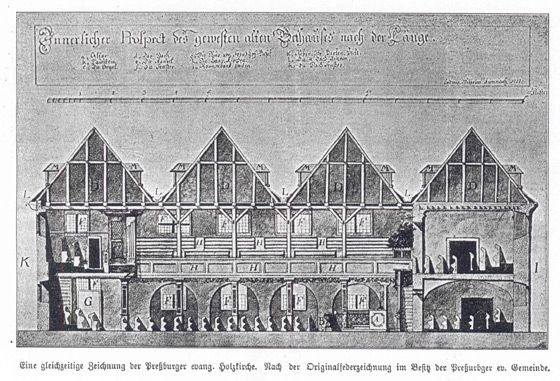
Längsschnitt der einstigen hölzernen Artikularkirche in Pressburg, dem heutigen Bratislava

Nach den Beschlüssen wurden zwei Standorte in jedem unbesetzten ungarischen Komitat festgesetzt. Ausdrücklich werden 22 Standorte für evangelische Kirchen sowie weitere zwei für calvinistische Kirchen genannt. In Grenzgebieten zu den von Osmanen besetzten Gebieten (Komitate Zala, Komitat Veszprém, Raab, Komorn, Pest-Pilis und Solt, Hont, Nógrád, Gemer, Borsod, Heves, Szolnok, Torna, Abaúj, Sáros, Semplin, Szabolcs, Ung und Sathmar) durften evangelische Gläubige die von ihnen genutzten Kirchengebäude behalten.
- Komitat Eisenburg: Nemesdömölk, Nemescsó, Oberwart (calvinistisch)
- Komitat Ödenburg: Nemeskér, Vadosfa
- Komitat Pressburg: Reca (calvinistisch), Pusté Úľany
- Komitat Neutra: Nitrianska Streda (bis heute erhalten), Stráže (später nach Prietrž verlegt)
- Komitat Bars: Šimonovany (später in Zemianske Kostoľany gebaut, bis heute erhalten), Sľažany
- Komitat Sohl: Hronsek (bis heute erhalten), Ostrá Lúka
- Komitat Trentschin: Súľov (bis heute erhalten), Uhrovec
- Komitat Turz: Ivančiná, Necpaly
- Komitat Arwa: Istebné (bis heute erhalten), Vyšný Kubín (später in Leštiny gebaut, bis heute erhalten)
- Komitat Liptau: Hybe, Paludza (bis heute erhalten, steht seit den 1970er Jahren bei Svätý Kríž)
- Komitat Zips: Spišský Hrhov, Toporec, Batizovce

Weitere Standorte waren in sogenannten Grenzgeneralaten (direkt an das Osmanische Reich angrenzende Gebiete) bestimmt. Hierzu gehören Zalaszentgrót, Nagyvázsony, Pápa, Wesprim (Veszprém), Raab (Győr), Komorn (Komárno), Lewenz (Levice), Karpfen (Krupina), Fülek (Fiľakovo), Putnok, Ónod, Szendrő, Tokaj, Nagykálló und Sathmar (ungarisch Szatmár, heute rumänisch Satu Mare). Aus den königlichen Freistädten sind ausdrücklich Ödenburg, Pressburg (heute Bratislava), Modern (Modra), Trentschin (Trenčín), Kremnitz (Kremnica) und Neusohl (Banská Bystrica) genannt (also im damaligen Niederungarn). Die weiteren königlichen Freistädte sowie Bergstädte in Oberungarn werden nur indirekt in einer allgemeinen Formulierung erwähnt.
Es ist allerdings anzumerken, dass nicht am jeden vorgesehenen Standort tatsächlich Artikularkirchen gebaut wurden. So sind zum Beispiel keine Artikularkirchen an beiden Standorten im Komitat Pressburg bekannt. Im Falle des Komitats Zips, wo drei Standorte erwähnt werden, möglicherweise weil die Orte Spišský Hrhov und Toporec zu dieser Zeit die gleichen Gutsherren hatten, sind nur Artikularkirchen in Toporec und Batizovce überliefert. Auch in vielen königlichen Freistädten, wie Tyrnau (Trnava), Bösing (Pezinok), Skalitz (Skalica), St. Georgen (Svätý Jur), Altsohl (Zvolen) oder Bries (Brezno), kam es nicht zum Bau von Artikularkirchen.

## Ausführung und heutiger Zustand

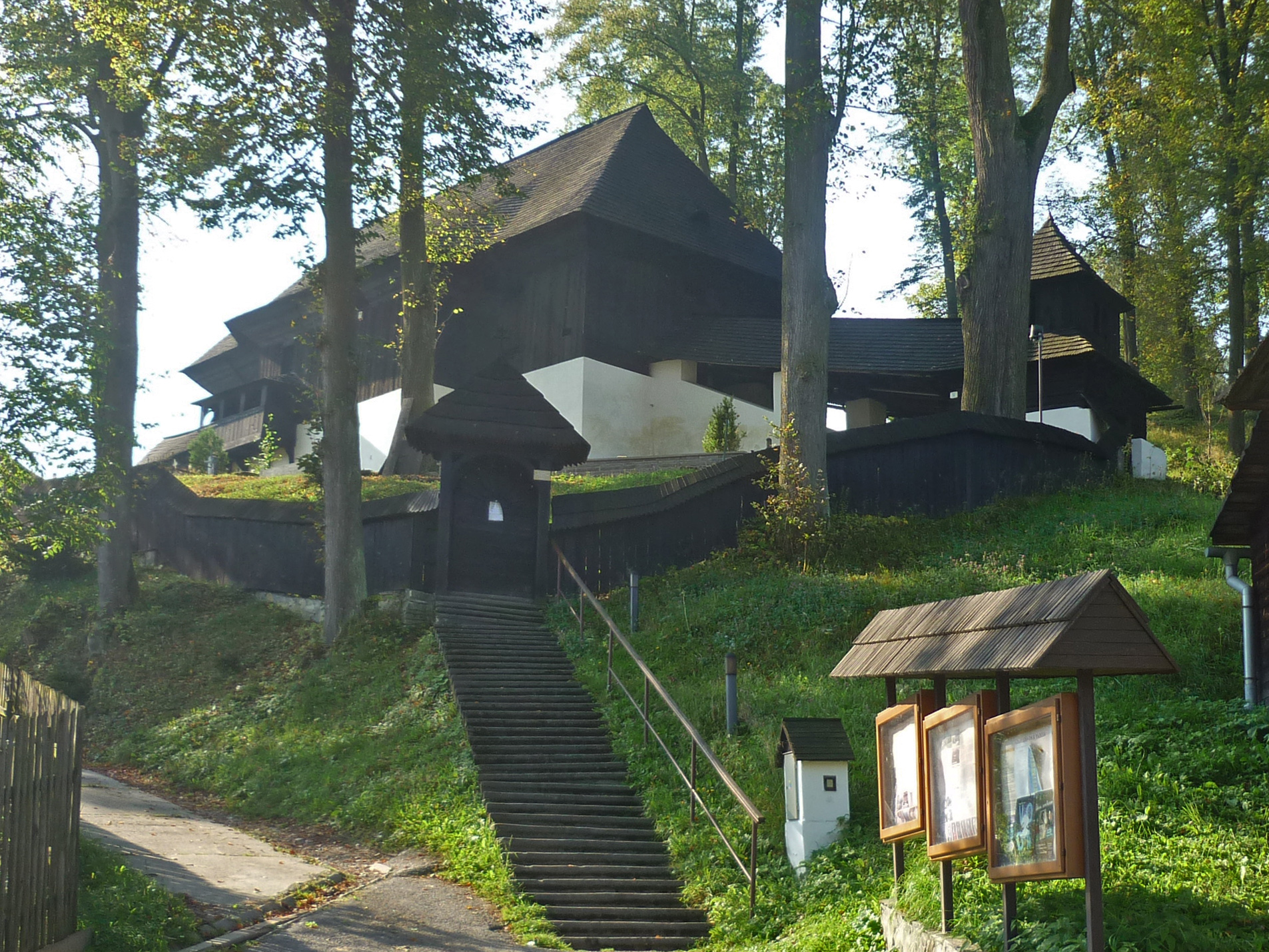
Artikularkirche Leštiny

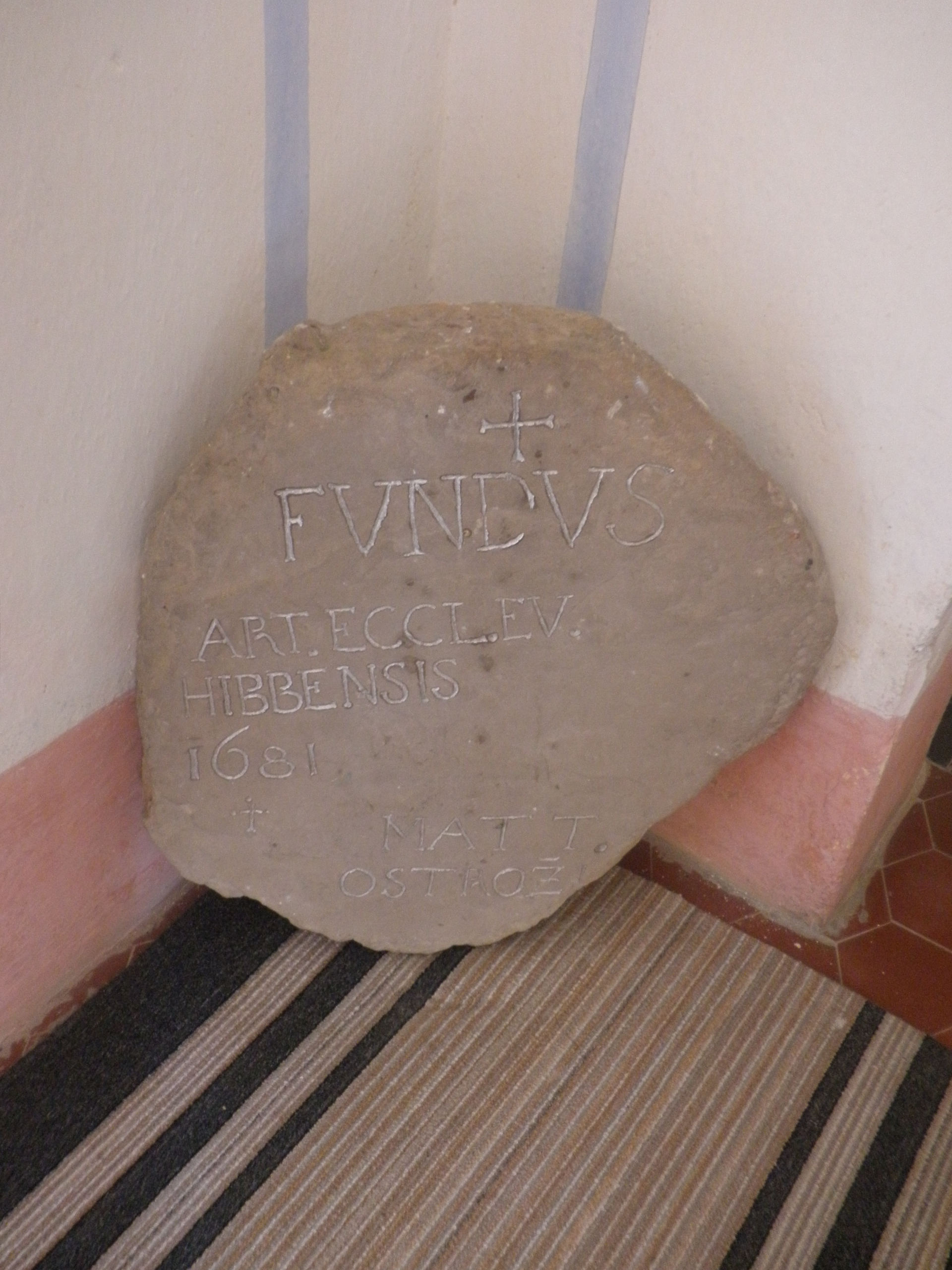
Einer von Steinen, die das Grundstück der einstigen hölzernen Artikularkirche in Hybe markierten

Die Kirchen waren nach dem Vorbild der Dreifaltigkeitskirche von Schweidnitz in Schlesien in Kreuzform errichtet und besaßen in der Regel ein Tonnengewölbe. Als ein weiteres mögliches Vorbild wird die Noorderkerk in Amsterdam genannt.
Die häufig zu lesenden Angaben, dass nach Beschlüssen des Ödenburger Landtags von 1681 Artikularkirchen weder Turm noch Glocken und kein gemauertes Fundament haben durften und ohne Steine, Ziegel und Metallnägel gebaut werden mussten, sind nicht ganz zutreffend. In den Artikeln 25 und 26 werden nur die Platzierung außerhalb der Stadtmauern sowie Standorte behandelt. Die Tatsache, dass die meisten Artikularkirchen ohne Türme oder Glockentürme, ohne Glocken und aus Holz gebaut wurden, ist durch lokale Gewohnheiten und insbesondere finanzielle Möglichkeiten der protestantischen Gemeinden zu erklären, da sie im Regelfall kein oder nur wenig Vermögen hatten und sich den Bau von Mauerkirchen nicht leisten konnten. Aus demselben Grund wurden Artikularkirchen in der Regel außerhalb oder am Rande des bebauten Ortsgebiets errichtet, weil die protestantischen Gemeinden von ihren Donatoren aus dem niederen oder mittleren Adel, die ihre Grundstücke zur Verfügung gestellt hatten, abhängig waren. Der Verzicht auf Metallnägel hat nichts mit Beschlüssen zu tun, sondern ist mit der Bauweise verbunden, da Zimmerleute bei der Bauausführung höchstens hölzerne Stifte oder Nägel brauchten. Andererseits konnten jeweils zuständige königliche Kommissare weitere Beschränkungen auferlegen: neben den vorher genannten Beschränkungen konnten sie willkürlich zum Beispiel eine Frist zum Bau anordnen.
Heute sind fünf hölzerne Artikularkirchen in Kežmarok (deutsch Käsmark, ungarisch Késmárk), Svätý Kríž, Leštiny, Istebné und Hronsek  erhalten. Diejenigen in Kežmarok, Leštiny und Hronsek sind inzwischen UNESCO-Welterbe.
Die anderen hölzernen Artikularkirchen in der heutigen Slowakei wurden durch gemauerte Kirchen sowohl vor 1781 (Erlass des Toleranzpatents) als auch danach abgelöst. Zu dieser Kategorie gehören Artikularkirchen in Ivančiná, Necpaly, Hybe, Toporec, Batizovce und Sľažany, aus königlichen Freistädten Artikularkirchen in Pressburg, Modern, Komorn, Trentschin, Kremnitz, Neusohl, Schemnitz (Banská Štiavnica, hier stand die Kirche innerhalb der Stadtmauern), Leutschau (Levoča), Zipser Neudorf (Spišská Nová Ves), Eperies (Prešov), Bartfeld (Bardejov) und Zeben (Sabinov). Gemauerte Artikularkirchen stehen bis heute in Nitrianska Streda, Súľov und Zemianske Kostoľany, die in Prietrž und Ostrá Lúka hingegen nicht mehr.
Einzige Artikulargemeinde im Gebiet des heutigen Österreich war die reformierte Gemeinde Oberwart.